# Anssi Juutilainen
Veli Anssi Juutilainen (* 1. Oktober 1956 in Kangaslampi) ist ein ehemaliger finnischer Skilanglaufsportler und -trainer. Er ist fünffacher Weltmeister im Ski-Orientierungslauf.
Juutilainen arbeitete nach seiner Ausbildung zum Sporttrainer zwischen 1981 und 1984 als Skilanglauftrainer der spanischen Nationalmannschaft. Anschließend widmete er sich seiner eigenen Karriere im Ski-Orientierungslauf. 1984 gewann er als WM-Debütant völlig überraschend den Weltmeistertitel im Einzelwettkampf, ein Start in der finnischen Staffel war für ihn nicht vorgesehen. Bei der Weltmeisterschaft 1986 im bulgarischen Batak blieb er hinter dem Schweden Claes Berglund zurück, mit der Staffel gewann er Bronze. 1988 gewann er den Weltmeistertitel auf der Kurzdistanz, wurde Dritter auf der Langdistanz und holte in der Staffel mit Hannu Koponen, Juha Kirvesmies und Mikko Kosonen einen weiteren Titel. 1990 im schwedischen Skellefteå gewann er den WM-Titel auf der Langdistanz und wurde Zweiter mit der Staffel. In der Folgesaison sicherte er sich auch den Gesamt-Weltcup. Bei der Weltmeisterschaft 1991 blieb er in den Einzelwettkämpfen erstmals ohne Medaille, gewann aber dafür mit der finnischen Staffel mit Eero Haapasalmi, Stefan Borgman und Vesa Mäkipää seine fünfte WM-Goldmedaille. 1994 startete er 37-jährig noch einmal bei einer Weltmeisterschaft und gewann dabei Silber mit der finnischen Staffel, die lediglich hinter dem norwegischen Team zurückblieb.
Juutilainen wurde außerdem viermal Nordischer Meister der skandinavischen Länder und fünffacher Meister Finnlands. Verheiratet ist Juutailainen mit der dreifachen Ski-Orientierungslauf-Weltmeisterin Virpi Juutilainen (geborene Peltonen).

## Platzierungen
Weltmeisterschaften: (5 × Gold, 3 × Silber, 2 × Bronze)
- 1984: 1. Platz Einzel
- 1986: 2. Platz Einzel, 3. Platz Staffel
- 1988: 1. Platz Kurz, 3. Platz Lang, 1. Platz Staffel
- 1990: 4. Platz Kurz, 1. Platz Lang, 2. Platz Staffel
- 1992: 16. Platz Kurz, 5. Platz Lang, 1. Platz Staffel
- 1994: 5. Platz Kurz, 29. Platz Lang, 2. Platz Staffel

Gesamt-Weltcup:
- Sieger 1991
- 3. Platz 1989